# Notiothops birabeni
Notiothops birabeni là một loài nhện trong họ Palpimanidae. Loài này được phát hiện ở Chile.